# Association des journalistes parlementaires

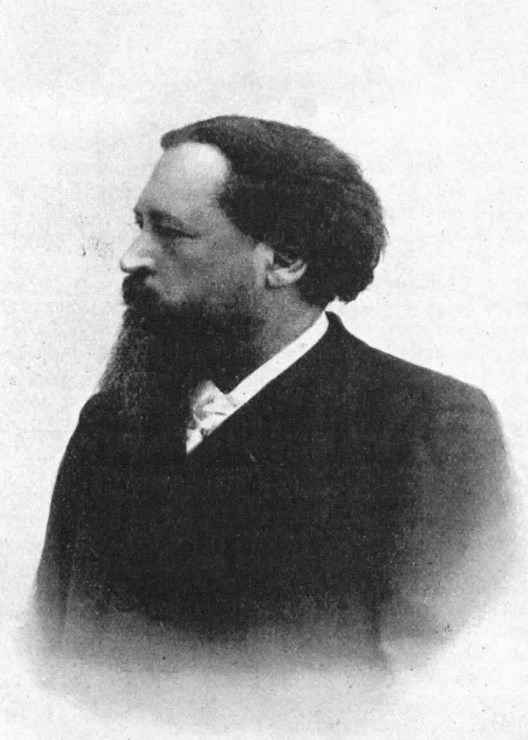
Étienne Mairesse, président-fondateur.

Pour les articles homonymes, voir AJP.
L'Association des journalistes parlementaires (AJP) est une association française fondée en 1891 réunissant les journalistes politiques qui suivent plus spécialement les travaux du Parlement (Assemblée nationale et Sénat).
Elle regroupe environ 130 membres (2024), qui appartiennent à la presse écrite, à la télévision et à la radio. Depuis peu, dlle est ouverte aux journalistes des pays de l'Union européenne.
L'association vise notamment, en lien avec les services de l'Assemblée nationale, à faciliter le travail des journalistes au sein de l'institution (accès à l'information, organisation des espaces de travail dédiés aux médias, etc.). Elle organise, en outre, une rencontre hebdomadaire, sous forme de conférence de presse, dont l'invité est le plus souvent un parlementaire, parfois un ministre. 
L'assemblée générale annuelle est organisée traditionnellement à l'automne. Les réunions ont lieu dans la salle Empire, au Palais Bourbon.
L'AJP est présidée depuis 2021 par Ludovic Fau, journaliste à LCP-AN.
Les présidents en titre de l'Assemblée nationale et du Sénat sont traditionnellement désignés comme présidents d'honneur de l'association, quelle que soit leur appartenance politique.

## Présidents
| - Étienne Mairesse (1891-1895) - Lucien Victor-Meunier (1896-1897) - Georges Aubry (1897-1923) - Clément Garapon (1923-1925) - Abel Henry (1925-1932) - Charles Morice (1932-1944) - Pierre Lauze (1944) - Georges Garreau (1945-1955) - Jean Benedetti (1955-1965) | - Charles Patoz (1965-1968) - Pierre Sainderichin (1968-1979) - Alain Guichard (1979-1983) - Pierre Rouanet (1983-1985) - André Passeron (1985-1994) - Henri Paillard (1994-2006) - Sophie Huet (2006-2017) - Jean-Pierre Gratien (2017-2021) - Ludovic Fau (depuis 2021) |